# Kohtla-Nõmme

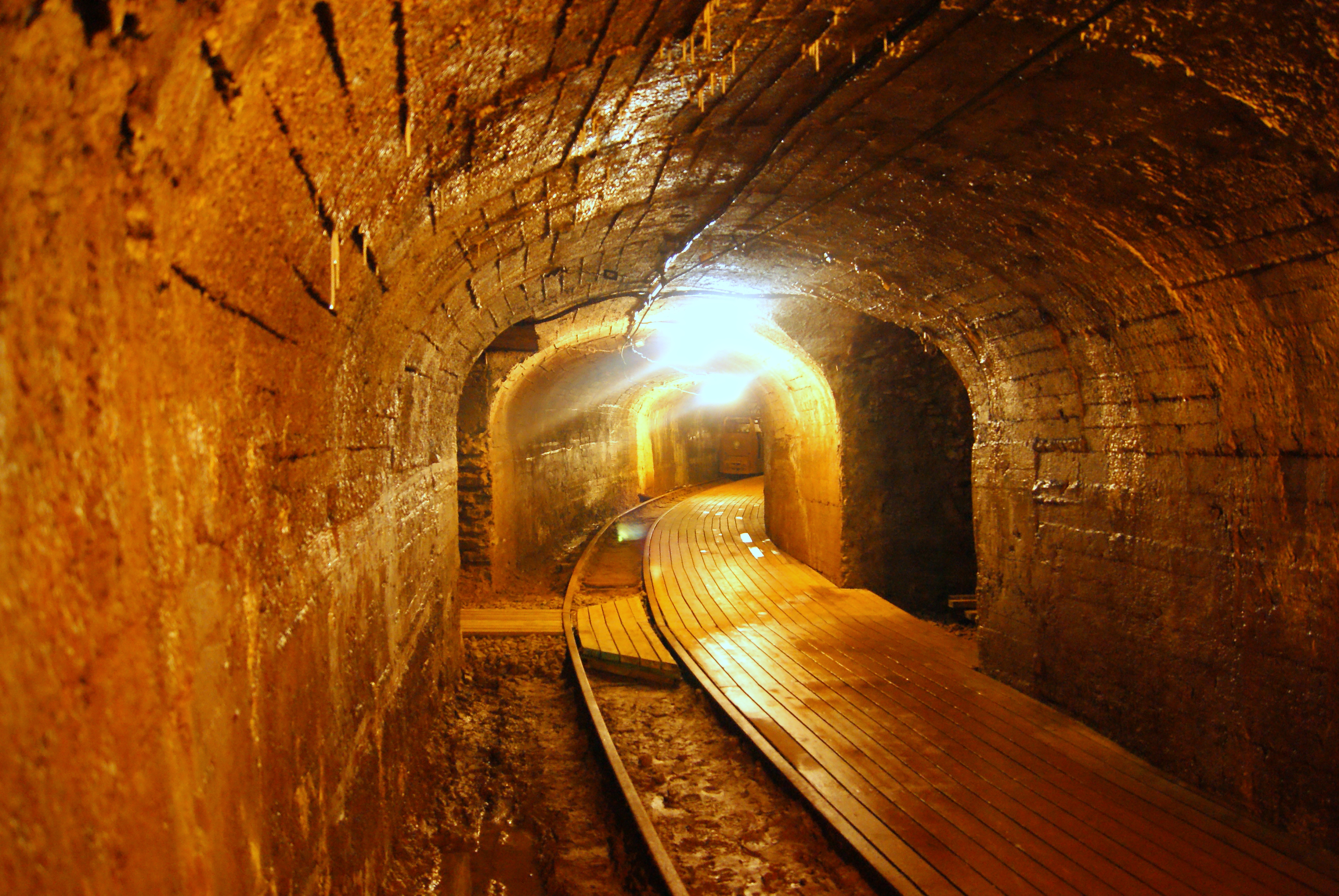
Mijngang in het Mijnmuseum

Kohtla-Nõmme is een plaats in de Estlandse gemeente Toila, provincie Ida-Virumaa. De plaats heeft de status van kleine stad (Estisch: alev).
Tot in 2017 was Kohtla-Nõmme als alevvald een aparte gemeente met een oppervlakte van 4,6 km². In 2017 werd de gemeente bij de gemeente Toila gevoegd.

## Bevolking
Kohtla-Nõmme had 1032 inwoners op 31 december 2011 en 886 inwoners op 31 december 2021.

## Mijnmuseum
In Kohtla-Nõmme staat het vermaarde museum Kohtla Kaevanduspark muuseum (Mijnmuseum Kohtla). Het bevat een degelijke collectie over de historie van de mijn, die in 1937 werd geopend en meer dan 60 kilometer aan mijngangen behelst. Hiervan is bijna 2 kilometer voor het publiek toegankelijk.

## Station
In 2014 kreeg Kohtla-Nõmme een station aan de spoorlijn Tallinn - Narva. Tegelijkertijd werd het station Kohtla, 1,5 km oostelijker, gesloten.